# The Days of '61
The Days of '61 è un cortometraggio muto del 1908 diretto da Sidney Olcott.

## Produzione
Il film fu prodotto dalla Kalem Company. Venne girato a Manlius, nello stato di New York.

## Distribuzione
Distribuito dalla Kalem Company, il film - un cortometraggio di una bobina - uscì nelle sale cinematografiche statunitensi il 4 gennaio 1908.